# Kang Young-Mi
Kang Young-Mi (en coreano: 강영미; Incheon, 1 de marzo de 1985) es una deportista surcoreana que compite en esgrima, especialista en la modalidad de espada.
Participó en tres Juegos Olímpicos de Verano entre los años 2016 y 2024, obteniendo una medalla de plata en Tokio 2020 en la prueba por equipos. Ganó tres medallas en el Campeonato Mundial de Esgrima entre los años 2018 y 2023.

## Palmarés internacional
| Juegos Olímpicos   | Juegos Olímpicos  | Juegos Olímpicos  | Juegos Olímpicos   |
| Año                | Lugar             | Medalla           | Prueba             |
| ------------------ | ----------------- | ----------------- | ------------------ |
| 2020               | Tokio (Japón)     | Medalla de plata  | Espada por equipos |
| Campeonato Mundial |                   |                   |                    |
| Año                | Lugar             | Medalla           | Prueba             |
| 2018               | Wuxi (China)      | Medalla de plata  | Espada por equipos |
| 2022               | El Cairo (Egipto) | Medalla de oro    | Espada por equipos |
| 2023               | Milán (Italia)    | Medalla de bronce | Espada por equipos |